# 蘆屋道滿 (Fate)
芦屋道满，异星神三使徒之一，别名「罗刹王·骷髅乌帽子芦屋道满」，而比较有名的外号有「道摩法师」和「Limbo」。由森川智之负责配音，古海鐘一担任角色设计。芦屋道满虽然与历史上的道摩法师是同一人，但由于职介是Alterego加上本身不足以成为英灵，因此该角色是与其他英灵合成而成的从者，当中包括阿兹特克神话的女神伊兹帕帕罗特、斯拉夫神话的恶神切尔诺伯格以及日本怨灵恶灵左府。

## 概念与设计
古海鐘一表示道满原本的设计是美丽的怪兽，而后武内崇给予“和风小丑”的建议，古海鐘一欣然接受并创造该角色。2019年，由于与其他同稀有度的角色相比太过朴素，因此古海鐘一再次修改该角色的立绘。道满自身并不符合作为英灵，因此道满是英灵复合体，当中包括阿兹特克神话的女神“伊兹帕帕罗特”、斯拉夫神话的恶神“切尔诺伯格”以及日本怨灵“恶灵左府”藤原顯光。此外由於融合了“伊兹帕帕羅特”、“切爾諾伯格”、「藤原顯光」的緣故，個性與他生前彬彬有禮的舉止有巨大的差別。

## 登场

### 亚种特异点 下总国 英灵剑豪七番决胜
初次登场时自称安倍晴明，实则上真名为芦屋道满，是七骑英灵剑豪之一，下总国的幕后黑手，将下总国作为小型异闻带进行实验，以确定異星之神的降临可能性。芦屋道满将加藤段藏的记忆篡改后安插在迦勒底一行人的身边暗算众人，但段藏最终以自爆的方式阻止道满的企图。由于道满属于Caster职介，因此被称为Caster Limbo。

### Lostbelt 4 创世灭亡轮回 由伽·刹多罗
作为异星神三使徒之一的道满利用印度异闻带的王阿周那〔Alter〕将由伽的轮回加快，使印度历法支离破碎。随后告知阿周那〔Alter〕关于高扬斯卡娅暗中唤起民众前次由伽记忆的事，导致后者被马嘶针对，因此两方反目。在神之空岩下直面迦勒底时，提及一个名为「安倍晴明」的卑鄙无耻的策士与自己是知己。

### Lostbelt 5 星间都市山脉 奥林波斯
在奥林波斯中的芦屋道满都是分身，但后来被斯堪的纳维亚·佩佩隆奇诺打破分身能力，导致道满不再是不死身。之后因阿特拉斯占据空想树麦哲伦导致其目的无法实现，因此与基尔什塔利亚决裂并与基尔什塔利亚的从者凯妮斯战斗。后来贝利尔背叛基尔什塔利亚，村正也斩断阿特拉斯的灵基使异星之神能够降临，之後被斯堪地那維亞·佩佩隆奇諾以六神通編寫的獨有術式「南無神變大菩薩·漏盡他人通」打破了「生活續命奧秘」（通過給無數式神分魂，達到疑似不死），使本人無法再使用式神替死。分身也被消滅。随后本体苏醒，并在地狱界曼荼罗中准备迦勒底的到来。

### 地狱界曼荼罗 平安京
以一句「你一次也沒能贏過晴明」使在亞種特異點中的另一個自己人格崩潰並吞噬了對方，在平安京举办天览圣杯战争和伪造晴明手书获得藤原道长的赞同并要求召唤7名异邦人互相战斗。此外在迦勒底一行進行靈子轉移時進行干預，把藤丸立香和加藤段藏以外的人攔截，並留下象徵其名字的訊息「DOMAN」。
临近尾声时，道满无心等待，直接降临亚种空想树·地狱界曼荼罗，并先后召唤出俵藤太、铃鹿御前、土蜘蛛、平景清、伊吹童子五名将神，卻被迦勒底和源氏武者所阻撓，之後讓亞種空想樹「地獄界曼荼羅」吞噬自己和伊茲帕帕羅特、切爾諾伯格。然而最终存活的伊吹童子没有听命于芦屋道满，而是想将在场之人全部屠杀殆尽。之后在坂田金时一行人来到时，道满趁伊吹童子不备时吞噬伊吹童子。此時揭露了道滿培育亞種空想樹．地獄界曼荼羅的真正的目的是要成為「人類惡」。之後卻被安倍晴明指出「人類惡」其實也是「人類愛」，從不愛人類的道滿注定無法成為「人類惡」。由于被吞噬的伊吹童子并未死亡並把天叢雲劍暫借予金時，最終道滿與亞種空想樹「地獄界曼荼羅」一同被金時駕駛的「黃金巨熊號」一刀兩斷而死。戰後，原本活在亞種特異點的蘆屋道滿企圖自殺，卻被晴明阻止而作罷。

### 文化产品
型月官方制作了一系列迷你毛巾，当中有芦屋道满的款式。2023年6月13日于网络动画《藤丸立香不明白》中登场。

## 评价
芦屋道满在2020年的调查问卷中获得前三票数玩家“最喜爱的角色”。Screenrant对于芦屋道满的评价是“出色的反派”。道满于Siliconera中约5万人的人气投票中获得排名第二2024年，Siliconera的史蒂芬妮·劉（Stephanie Liu）评价道满因持有减益和毅力效果，是推荐持有的角色之一。

## 外部連結
芦屋道满 （页面存档备份，存于） - Mooncell